# 艾爾湖
艾尔湖（英語：Lake Eyre，當地語言：Kati Thanda）又稱艾耳湖，是位于澳大利亚大陆中南部的一个内流时令湖，因1840年被英国探险家爱德华·约翰·艾尔（1815～1901）首先发现而得名。艾尔湖的最低點位於海平面下15（49英尺），是艾爾湖盆地的焦點，在旱期水位极浅，平时分南北两湖，在罕有的涝期注滿時则变成澳大利亚面积最大的湖泊。
艾爾湖位於澳洲中部的沙漠，澳洲大陸最低方，湖面比海平面低12米。艾爾湖盆地是湖床附近的大型內流湖系統，最低的部分是因季節增加和減少水體的淺鹽湖。附近干旱地区年平均降雨量不到120毫米，年蒸发量达2,500毫米。在乾旱季節時，当河流从山地向西流时，一路上因蒸发和渗漏损失很大，往往在半路上就消失了，艾爾湖湖岸的小湖盛著剩下的少量水份，湖水面经常干涸，湖面缩小成盐池；在雨季時，河流由東北流進湖泊，季候風帶來的雨量決定河水會否抵達艾耳湖及其深度，附近地區的雨水也會令湖泊中小型泛濫，每3年平均泛濫1.5公尺，每10年泛濫4公尺一次，在一個世紀會完全注滿4次。湖水會在下年夏天末的中小型泛濫後被蒸發。艾爾湖盆地没有出海口，是世界最大的内流盆地之一。主要连接河道有庫珀溪、沃伯頓河等。
艾爾湖的湖水主要来自河水及雨水。它的面积变化很大，降雨量较大时，面积可达8200平方公里。降水较少时便出现干涸。按照其平均面积它是世界第19大湖，如果按其最大面积来算，它是大洋洲最大的湖泊。
艾爾湖帆船會是一個特別的團體，會員會在該湖小型泛濫時航行，包括1997年、2000年、2001年和2004年的航程。

## 外部連結
- 美國太空總署有關艾耳湖網頁 （页面存档备份，存于）,  （页面存档备份，存于）
- 艾耳湖帆船會網站 （页面存档备份，存于）
- 谷歌地圖 （页面存档备份，存于）
- 艾耳湖謎團
- 艾耳湖泛濫 - Vincent Kotwicki 博士網站